# 6301 Bohumilruprecht
6301 Bohumilruprecht è un asteroide della fascia principale. Scoperto nel 1989, presenta un'orbita caratterizzata da un semiasse maggiore pari a 3,1715198 au e da un'eccentricità di 0,1630481, inclinata di 0,49172° rispetto all'eclittica.